# Грб Хантије-Мансије
Грб Хантије-Мансије или грб Југре је званични симбол једног од субјеката Руске федерације са статусом аутономног округа — Хантије-Мансије. Грб је званично усвојен 24. децембара 2020, а значајно допуњен већ 4. маја 2022. године.

## Опис ранијег грба
Грб Ханти-Мансијског аутономног округа - Југре, је сребрени амблем који се налази у централном дијелу поља. Овај амблем је доста стилизован симбол и најчешће се описује као „мачке које завијају“ (приљубљене главама, реповима окренутим ка рубовима штита) или као двоглава птица. Поље је вертикално подјељено на азурно-плаво и зелено. Штит је описан у злату и лежи у већем штиту уписан црвеном бојом. 
Штит је крунисан бијелим стилизованом круном, карактеристична за локалну хералдику, а веже се за традицију угрофинских народа уз ријеку Об. Окружен је вијенцем зелених борових грана повезаних азурном лентом испод штита на којој стоји мото: „Југра“ уписано сребрним словима.